# Tusen och en natt
För andra betydelser, se Tusen och en natt (olika betydelser).
Tusen och en natt (persiska: هزار و یک شب, Hezār-o yek šab, arabiska: ألف ليلة وليلة, "Alf lailah wa lailah") är en samling sagor med ursprung i Iran. I centrum för ramberättelsen står Scharzad, som en natt i taget berättar en saga för kung Shahriâr, för att förlänga sitt liv. Tusen och en natt kan spåras till 800-talet e.Kr.

## Historia och innehåll

### Bakgrund
Sagosamlingen härrör från områdena kring Sidenvägen (i huvudsak persiskt, men berättas även i arabiskt, indiskt samt kinesiskt och grekiskt kulturområde). Ramberättelsen handlar om den sasanidiske vesirens dotter Scheherazade (den franska formen från den äldre persiskans Shahrzad den ädelborna’). Hon ska tillbringa en natt med den persiske storkungen Shahriâr för att i gryningen avrättas. För att undgå döden berättar Sheherazade en saga för kung Shahriâr. Skickligt väver hon in en saga i en annan, och när gryningen kommer är kungen så spänd på hur det ska sluta att han låter Scheherazade leva ytterligare ett dygn. Hennes sagor varar enligt många versioner i 1001 nätter, varefter Shariâr kapitulerar och gifter sig med henne. Det är också därifrån det nutida namnet till samlingen har kommit.
På persiska kallas samlingen "Hezār-o yek shab" och på arabiska "Alf Lailah wa Lailah". Sagosamlingen kan följas tillbaka till 800-talet e.Kr. Den persiska samlingen Hazar afsana, (’De tusen (dvs. många) berättelserna’) översattes till arabiska i Bagdad. Verket bär spår av såväl persiska, arabiska, beduinska, egyptiska som indiska berättelser.

### Spridning och innehåll
Senare utgivare och översättare verkar ha bemödat sig att få ihop just 1 001 berättelser bland annat genom att dela upp vissa sagor i flera berättelser samt att lägga till andra. Samlingen nådde Europa under tidigt 1700-tal genom fransmannen Antoine Gallands översättning (1704–1717). Översättningen gavs ut i 12 volymer under titeln Les Mille et une nuits, contes arabes traduits en français ("Tusen och en nätter, arabiska berättelser översatta till franska") och innehöll berättelser som inte fanns i originalet.
Såväl berättelsen om Aladdins lampa som Ali Baba och de fyrtio rövarna fanns med i Gallands översättning men inte i originalet. Galland påstod att han hört berättelserna av en historieberättare från Aleppo som han kallade "Hanna Diab". Kända berättelser ur samlingen är förutom Aladdin, Ali Baba och de 40 rövarna, Adschid, Sinbad Sjöfararen, Anden i flaskan och Hassan repslagare.
I flera av sagorna spelar även historiska personer en roll, såsom kalifen i Bagdad Harun al-Rashid, som t.ex. förekommer i berättelsen "Kalif för en dag".

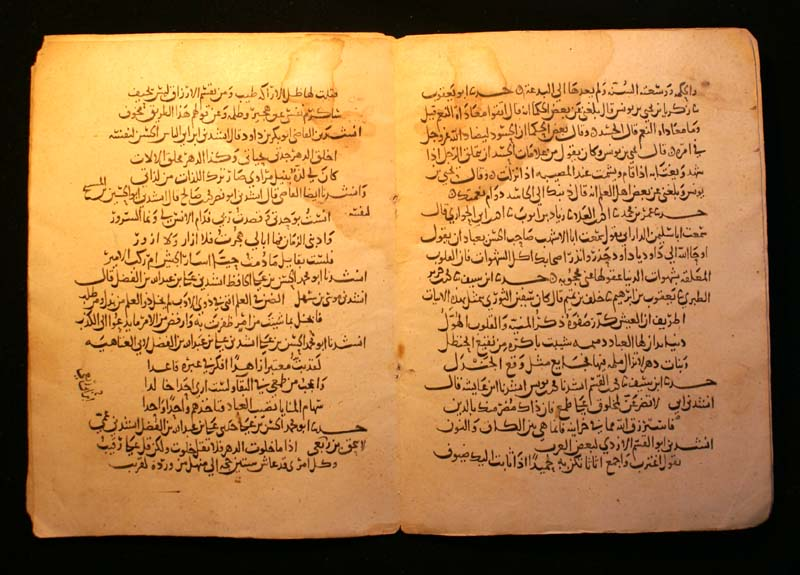
Ett manuskript från förmodat 1200-tal av “Tusen och en natt”.

## Utgåvor på svenska
På svenska finns flera översättningar i ett antal olika utgåvor.
Vid sekelskiftet 1900 bearbetade Anna Wahlenberg om texterna till det då nystartade förlaget Barnbiblioteket Saga, i en omsorgsfull och garanterat barnvänlig bearbetning. Urvalet kom att omfatta tre volymer med ett urval av sagorna. För den som ville djupare i sagosamlingen medförde bearbetningen ett hinder. Ofta kringgicks delar av berättelsen med orden "Den följande historien är onekligen mycket lustig, men då den inte stämmer överens med vår uppfattning av anständighet, utelämnas den här."
1958–1963 kom en ambitiös nyöversättning i sex volymer av Nils Holmberg. Översättningen bygger på den så kallade Kairo-versionen, som tidigare inte använts vid svenska översättningar, på grund av de "ohöljt erotiska skildringarna". Av 170 sagor i den franska översättningen av J.C. Madrus, som Holmberg utgick från, valde han ut ett femtiotal.
Samma översättning använde Bonniers 1987 när de gav ut verket i en påkostad vuxenupplaga.

## Bearbetningar
Många av sagorna har filmatiserats enskilt, både som animerade filmer och som spelfilmer. År 2000 gjordes den amerikansk-brittiska miniserien/filmen Arabian Nights, som återberättar några av de mest kända sagorna och ramberättelsen om kung Shariar och Scheherazade.